# Малая Горная Обь
Малая Горная Обь — рукав Оби, протекает по Ямало-Ненецкому АО. Впадает в рукав Малая Обь в 34 км от устья. Длина рукава составляет 72 км.

## Притоки
- 20 км: Утваръёган
- 50 км: Войкар
- 62 км: Васяхъёган
- 70 км: Нильчимсоим

## Данные водного реестра
По данным государственного водного реестра России относится к Нижнеобскому бассейновому округу, водохозяйственный участок реки — Обь от впадения реки Северная Сосьва до города Салехард, речной подбассейн реки — бассейны притоков Оби ниже впадения Северной Сосьвы. Речной бассейн реки — (Нижняя) Обь от впадения Иртыша.
Код объекта в государственном водном реестре — 15020300112115300030794.